# Manoah van Houwelingen
Manoah van Houwelingen (29 maart 2005) is een voetbalspeelster uit Nederland. Ze speelt als verdediger voor NAC Breda.

## Clubcarrière
Van Houwelingen begon met voetballen bij Vv ONA uit Gouda.  Ze maakt sinds 2019 deel uit van de jeugdopleiding van Excelsior. Tussendoor speelde ze nog één seizoen (2021-2022) voor RVVH in de Topklasse. Nadat ze met dit team uit de Topklasse was gedregadeerd, keerde ze terug naar Excelsior. Daar speelde ze vervolgens twee seizoenen in de beloftencompetitie met Jong Excelsior (2022-2024).
Van Houwelingen maakte haar debuut in de wedstrijdselectie van Excelsior in een thuiswedstrijd tegen PSV op 4 december 2022. Ze tekende op 5 juni 2024 haar eerste contract bij Excelsior en werd daarmee definitief overgeheveld naar het eerste elftal van de Rotterdammers. Van Houwelingen maakte haar debuut in de Vrouwen Eredivisie op 2 november 2024 in een thuiswedstrijd tegen PSV.
Excelsior maakte op 23 mei 2025 bekend dat Van Houwelingen een van de tien speelsters was die de club na het seizoen 2024/25 ging verlaten. Ze maakte de overstap naar het naar de Vrouwen Eredivisie gepromoveerde NAC Breda.

## Statistieken
| Seizoen | Club                | Land      | Competitie | Wedstrijden | Doelpunten |
| ------- | ------------------- | --------- | ---------- | ----------- | ---------- |
| 2022/23 | Excelsior Rotterdam | Nederland | Eredivisie | 0           | 0          |
| 2023/24 | Excelsior Rotterdam | Nederland | Eredivisie | 0           | 0          |
| 2024/25 | Excelsior Rotterdam | Nederland | Eredivisie | 2           | 0          |
| 2025/26 | NAC Breda           | Nederland | Eredivisie | 0           | 0          |
| Totaal  | Totaal              | Totaal    | Totaal     | 2           | 0          |

Bijgewerkt t/m 18 juni 2025.
1 De Haan ·
2 Heshof ·
3 Van den Burg ·
4 Verhoef ·
5 F. Mol ·
6 Heijblom ·
7 Promes ·
8 Aurélio ·
9 Franken ·
10 Laamouz ·
11 Schneijderberg ·
12 Nguyen ·
14 Hendriks ·
15 Fertoute ·
16 Oussoren ·
17 De Blij ·
18 Meerding ·
19 Tabi ·
19 Warps ·
20 Versluijs ·
21 Cober ·
22 L. Mol ·
23 Van der Meulen ·
24 Goutier ·
25 Yetim ·
26 Zieleman ·
Coach: Mank